# Ein starkes Team: Man lebt nur zweimal
Man lebt nur zweimal ist ein deutscher Fernsehfilm von Martin Kinkel aus dem Jahr 2021. Es handelt sich um die 83. Folge der Krimiserie Ein starkes Team mit Florian Martens und Stefanie Stappenbeck in den Hauptrollen. Es ist der neunzehnte Einsatz von Linett Wachow an der Seite von Otto Garber. Das starke Team befasst sich diesmal mit dem Thema der Organspende.

## Handlung
In einem Berliner Krankenhaus stört ein unbekannter und maskierter Täter eine Organtransplantation und erschießt ohne Vorwarnung den Empfänger des neuen Organs. Die Berliner Kommissare Otto Garber und Linett Wachow ermitteln zunächst im näheren Umfeld des Toten. Er und sein Stiefbruder sind Inhaber einer Parfüm-Firma und sehr vermögend. Garber hält es für möglich, dass ein Erbschaftsstreit der Brüder ein Motiv für den Mord ist.
Das Opfer sollte eine Lebendspende seiner Ehefrau erhalten. Da der Transplantationsprozess bereits angelaufen war, musste das Organ schnellstens an den nächsten Empfänger gegeben werden. Dies ist seltsamerweise die Mutter der Spenderin. Für Garber und Wachow ist dies mehr als nur ein Zufall und so richten sie ihre Ermittlungen in diese Richtung. Auch die Tatsache, dass sowohl Elisabeth Tönning als auch ihr Schwiegersohn Lukas Schack so schwer leberkrank waren, dass die Organe ersetzt werden mussten, macht die Ermittler stutzig.
Jasmin Tönning hatte sich mit ihrer Organspende für ihren Mann entschieden, da sie kein gutes Verhältnis zu ihrer Mutter besitzt und sie freiwillig nie einen Teil ihrer Leber für sie hergegeben hätte. Somit hätte Jasmin Tönnings Bruder Maik, oder auch ihr Stiefvater, Timo Schulz, das größte Motiv für den Mord. Ein weiterer Verdächtiger ist Heiko Fessler. Er ist ein alter Schulfreund von Jasmin Tönning und heimlich in sie verliebt. Zudem ist er wegen diverser kleiner Delikte bei der Polizei bekannt. Er könnte durch den Mord seinen Nebenbuhler aus dem Weg geräumt haben und so wie es sich darstellt ist sein Alibi möglicherweise manipuliert. Erschwerend kommt hinzu, dass verbale Äußerungen von Maik Tönning Fessler massiv belasten. Garber und Wachow wollen ihn unter Mithilfe von Tönning, der ihnen dessen Versteck zeigen will, festnehmen. Dort angekommen wird nach kurzer Zeit auf die Kommissare geschossen und Fessler flieht auf einem Motorrad. Nur wenige Sekunden später endet die Fahrt dramatisch und die Ermittler finden den Gesuchten tot neben dem Fluchtfahrzeug. Auch die vermeintliche Tatwaffe wird bei ihm gefunden. Linett Wachow bemerkt sehr schnell, dass hier etwas nicht stimmen kann. Zusätzlich findet Sebastian Klöckner die Bestätigung für Fesslers Alibi zur Tatzeit und bei der Obduktion zeigt sich eindeutig, dass Fessler schon vierundzwanzig Stunden tot ist. Somit wollte ihnen jemand Fessler nur als Täter präsentieren. Dafür kommt am Ende nur Tönnings Lebensgefährte Timo Schulz in Betracht. Dieser räumt am Ende die Taten auch ein, weil er um jeden Preis der Frau helfen wollte, die ihm durch ihre Zuwendung ihm gegenüber ein neues Leben beschert hatte.
Bei ihren Recherchen kommen die Ermittler dahinter, dass ein von den Schack-Brüdern kreiertes Parfüm der Auslöser für massive Leberschäden bei den Parfümnutzern war. Als das auffiel, wurde die Produktion zwar eingestellt, die Betroffenen aber nie von der Gefahr in Kenntnis gesetzt.

## Hintergrund
Die Dreharbeiten für Man lebt nur zweimal erstreckten sich vom 13. November 2019 bis zum 18. Dezember 2019 und fanden in Berlin und Umgebung statt. Die Erstausstrahlung erfolgte am 9. Januar 2021 im ZDF.
Sputnik, dessen Rolle als Geschäftsmann in der Serie als ein Running Gag angelegt ist, versorgt in dieser Folge das Polizeirevier mit Kuchen und anderen Leckereien.

## Rezeption

### Einschaltquote
Die Erstausstrahlung im ZDF am 9. Januar 2021 erreichte 8,34 Mio. Zuschauer, was einem Marktanteil von 24,2 Prozent entsprach.

### Kritik
Tilmann P. Gangloff wertete bei tittelbach.tv: „Schon der Auftakt dieser Episode der ZDF-Reihe ‚Ein starkes Team‘ (UFA Fiction) ist ungewöhnlich: Ein Mann wird auf dem OP-Tisch im Krankenhaus erschossen. Faszinierend geht die Geschichte auch weiter: Das Ermittlerteam findet immer wieder neue Puzzlestücke, die sich perfekt ergänzen, doch das Bild wird nicht klarer, sondern immer verwirrender. Optisch ist der Krimi ebenfalls sehenswert: Die Aufnahmen wirken auffallend hochwertig, was den Bildern eine besondere Qualität verleiht. Dass der 83. Film der Reihe mit dem unpassenden James-Bond-Titel Man lebt nur zweimal trotzdem etwas enttäuscht, hat vor allem mit der Führung der Nebendarsteller zu tun, die unangemessen dick auftragen.“
Die Onlineplattform cinema kritisierte: „Das Konstrukt mit dem Mord im OP wirkt schon reichlich bizarr. Und wenn man die Story auf Herz und Nieren abklopft, ist auch sehr viel Zufall im Spiel. Unterhaltsam ist der Fall dennoch wegen der vielen Volten. Sollte man mal den Überblick verlieren, gibt es ja noch Kripo-Chef Reddemann, der immer alles so schön zusammenfasst.“
evangelisch.de meinte: „Was in der Zusammenfassung halbwegs übersichtlich erscheint, ist in der filmischen Erzählung angenehm verzwickt: Das Ermittlerteam findet zwar immer wieder neue Puzzlestücke, aber obwohl die Teile perfekt zusammenpassen, wird das Bild nicht klarer, sondern verwirrender“. „Während die technische Ebene also auch dank einiger Einstellungen von großer Intensität von überdurchschnittlicher Qualität ist, offenbart die Arbeit mit den Darstellern zum Teil erhebliche Schwächen.“